# Time Bandits
Time Bandits — голландський гурт 1980-х років, найбільш відомий своїми хітами «I'm Specialized in You», «Endless Road» і «I'm Only Shooting Love».

## Створення
Гурт був створений у 1981 році уродженцем Нідерландів Алідесом Хіддінгом, який написав усі пісні та виконав головний вокал. Іншими учасниками гурту були Марко Лігтенберг (клавішні), Гус Стрійбош (бас) і Дейв ван ден Дріс (ударні). У американських танцювальних чартах Time Bandits були хіти з танцювальним хітом під номером 6 "Live It Up" у 1982 році та "I'm Only Shooting Love", який посів 2 місце в 1985 році.
До середини 1980-х Time Bandits також досягли успіху в Австралії, де «I'm Only Shooting Love» і «Endless Road» (де було знято кліп на нього) увійшли в десятку найкращих хітів. Ці сингли та інші хіти, такі як «Listen to the Man with the Golden Voice», «Dancing on a String» і «I’m Specialized in You», також мали успіх у Нідерландах, Німеччині, Франції та Новій Зеландії (де «Я «Тільки знімаю любов» став хітом номер один у червні 1984 року).

## Дискографія
- Time Bandits (1982) (CBS Records – CX 85543)
- Tracks (1983)
- Time Bandits (1984) [Compilation] - AUS #81[2]
- Fiction (1985) (CBS Records – 25987) - AUS #96[2]
- Can't Wait for Another World (1987) (CBS Records – 4508782)
- Greatest Hits (1990) [Compilation]
- As Life (2003)
- Out of the Blue (2012)